# Acidithiobacillus thiooxidans
Espèce
L'espèce bactérienne Acidithiobacillus thiooxidans est composé de bactéries à Gram négatif de la famille Acidithiobacillaceae incluse dans les Pseudomonadota. Ce sont des bactéries qui jouent un rôle d'importants générateurs de drainage minier acide ce qui pose un problème environnemental majeur dans le monde dans le secteur minier.

## Taxonomie
Le nom correct complet (avec auteur) de ce taxon est Acidithiobacillus thiooxidans (Waksman & Joffe 1922) Kelly & Wood 2000.

### Étymologie
Le genre Acidithiobacillus a été nommé ainsi d'après les caractéristiques qui lui sont propres. L'étymologie de son espèce type Acidithiobacillus thiooxidans est la suivante : thio.ox’i.dans. Gr. neut. n. theîon, soufre; N.L. v. oxido, faire de l'acide, oxyder; N.L. part. adj. thiooxidans, oxydant le soufre,.

### Historique
En 2000, quatre espèces bactériennes faisant partie des Thiobacillus ont été déplacées dans un nouveau genre  nommé Acidithiobacillus à la suite d'un réexamen de leurs caractéristiques biochimiques montrant qu'elles se distinguaient nettement d'autres Thiobacillus. Parmi ces quatre espèces figure Thiobacillus thiooxidans décrite depuis 1922 et renommée Acidithiobacillus thiooxidans. Comme les autres Acidithiobacillus, elle a d'abord été classée en 2005 dans la classe des Gammaproteobacteria sur la base des analyses phylogénétiques des séquences d'ARN ribosomal 16S,. De nouvelles analyses phylogénétiques multiprotéines ont été ajoutées et ont permis de créer la classe des Acidithiobacillia en 2013 parmi les Pseudomonadota,. À l'occasion de cette caractérisation, l'ordre des Acidithiobacillales a été déplacé de la classe Gammaproteobacteria vers la nouvelle classe Acidithiobacillia ainsi que les familles, genres et espèces la composant.

### Synonymes
Les noms suivants représentent les basonymes de cette espèce, c'est-à-dire ses anciens noms :
- Thiobacillus thiooxidans[4]
- Thiobacillus concretivorus[4]
- Acidithiobacillus concretivorus[4]